# Hüttenröder Edition
Die Hüttenröder Edition ist eine Buchreihe des  Bergvereins zu Hüttenrode e.V. (Hrsg.). Sie dient dem Verein vorrangig zur Verbreitung der Ergebnisse seiner Montanforschungen, aber auch der Finanzierung des Denkmals „Wetterschacht der Eisenerzgrube Braunesumpf“.
Die Herausgabe von Publikationen, die auf der Grundlage von vorhandenen Texten die Geschichte nachzeichnet und einen möglichst authentischen, vervollständigten und von Fehlern bereinigten Schriftsatz präsentiert, wird auch Edition genannt. Neben der Texterschließung bieten solche Veröffentlichungen entsprechend der Ausführlichkeit eine verlässliche Grundlage für die wissenschaftliche Beschäftigung mit dem Text. Ihr Hauptanliegen ist, das Werk für vergessene regionale Ereignisse für die Forschung zu erschließen und der Nachwelt zu erhalten oder die Überlieferungslage fragmentierter Werke zu dokumentieren und unvermutete Zusammenhänge ans Licht zu bringen.

## Geschichte
Im Jahr 2004 organisierte sich eine bereits seit zwanzig Jahren bestehende Gruppe ehemaliger Bergleute und junger interessierter Berg-Enthusiasten zum Bergverein zu Hüttenrode e.V. mit dem Ziel, das reichhaltige Bergbau-Erbe im Eisenerzrevier Hüttenrode vor dem Vergessen zu bewahren. Es begann mit der Erfassung der durch den Bergbau geschaffenen Hohlräume auf der 160-m-Sohle des stillgelegten Bergwerks Braunesumpf. Später wurden in mehreren, intensiv vorbereiteten Befahrungen systematisch weitere Reviere dokumentiert. Die schiere Größe der Auffahrungen erforderte einen erheblichen zeitlichen, materiellen und physischen Einsatz. Nebenher wurden viele Befragungen und mehrere Symposien mit ehemaligen Bergleuten durchgeführt und dokumentiert. In Verbindung mit diesen Forschungen wurde eine lagerstättenrelevante Querschnittssammlung der Mineralien aller Harzer Eisenerzgruben angelegt. Diese steht der wissenschaftlichen Forschung aller Akademien offen. Darüber hinaus erfolgte eine Erfassung aller unterirdischen Auffahrungen aus der Bergbauperiode von 1600 bis 1871 in den Außenrevieren des nördlichen Baugebietes um Hüttenrode.

## Programm
Die Hüttenröder Edition versteht sich als Plattform zu einer schriftlichen Bewahrung des reichen bergmännischen Traditionsgutes des Mittelharzer Bergbaus mit Schwerpunkt auf dem Hüttenröder Bergrevier. Es werden überwiegend Ergebnisse der Forschungstätigkeit des Bergvereins zu Hüttenrode e.V. aufbereitet und in Buchform der Öffentlichkeit zugänglich gemacht. Die 1000-jährige Bergbauperiode in diesem Bergrevier hat ein umfangreiches Archivgut in Mitteldeutschland hinterlassen, das während der Nazi- und auch der DDR-Zeit weitestgehend geheim war und nicht veröffentlicht wurde. Alle zugänglichen Materialien werden vom Verein seit 2007 systematisch erfasst und ausgewertet. Diese Recherchetätigkeit wird durch eine umfassende Bestandsaufnahme der noch zugänglichen unterirdischen Hohlräume, vor allem Schächte und Stollen, ergänzt bzw. bestätigt. Zielstellung ist, bis 2025 die Erstellung eines vollständigen Katasters sämtlicher noch vorhandener unterirdischer Anlagen vorzustellen. Dieser Wissensschatz wird mit der Hüttenröder Edition der Fachwelt und der interessierten Öffentlichkeit zugänglich gemacht. Im Rahmen der Edition werden natürlich Themen aus Geologie, Mineralogie, Bergtechnik und Bergbautechnologie sowie des bergmännischen Brauchtums behandelt. Derzeit umfasst diese Reihe acht Publikationen.

## Bücher
1000 Jahre Bergbau im Hüttenröder Revier, Eigenverlag des Bergvereins zu Hüttenrode e.V., 2010, Aufl.: 2000 St.,
behandelt die historische Entwicklung des Hüttenröder Bergreviers ebenso, wie die Kalkgewinnung in der Gemarkung Hüttenrode. Ein besonderes Kapitel widmet sich der Dachschiefergewinnung, die nach Goslar die bedeutendste im Harz gewesen war.
Vom Rüstungsbetrieb zur größten unterirdischen Apotheke, Eigenverlag des Bergvereins zu Hüttenrode e.V., 2011, Aufl.: 2000 St.
Hier werden die unterirdischen Rüstungsverlagerungsobjekte Turmalin (Odawerke) und Porphyr (Klosterwerke) in Blankenburg dargestellt sowie die dazugehörigen KZ-Außenlager mit aufgeführt.
Das erstgenannte Untertageobjekt wurde in der Zeit der DDR von der NVA nachgenutzt. Der Standortkommandeur aus dieser Zeit beschreibt sehr genau, die Verwendung der Bunkeranlage. Nach der Wende übernahm die Bundeswehr die moderne Anlage und nutzt sie bis heute weiter.

Drei Schlag: Hängen, Eigenverlag des Bergvereins zu Hüttenrode e.V., 2012, Aufl.: 1000 St., ISBN 978-3-00-038994-8,
stellt die untertägige Gewinnung von Eisen- und Schwefelerz im Elbingeröder Komplex umfassend dar. Insbesondere der VEB Harzer Eisenerzgruben Hüttenrode mit seinen Betriebsabteilungen Grube Büchenberg, Grube Einheit und der Grube Braunesumpf sind hierbei besonders im Fokus. Einmaliges Bildmaterial aus den Bergwerken ergänzt wirkungsvoll das Werk.

Mineralschlamm und Torf, Eigenverlag des Bergvereins zu Hüttenrode e.V., 2013, Aufl.: 2000 St.
ist ein Auftragswerk der Blankenburger CELENUS Teufelsbad  Fachklinik. Diese medizinische Einrichtung baute von 1937 bis 1980 einen wertvollen Heilschlamm (eigentlich ein stark pyrithaltiger, tertiärer Grünsand) als Therapeutikum ab; insofern ist die Kureinrichtung auch ein Bergbaubetrieb. In dieser Form sicher eine Einmaligkeit in Deutschland.

Traditionen, Tanz und Trachten, Eigenverlag des Bergvereins zu Hüttenrode e.V., 2013, Aufl.: 800 St.
Das bergbauinduzierte Fest  Hüttenröder Grasedanz wird hier tiefgründig beschrieben. Dieses überregional bekannte Brauchtumsfest wird hier seit 1887 gefeiert und gilt seit altersher als absolute Einmaligkeit bzgl. des Frauenrechts. 2018 wurde aufgrund einer Initiative des Bergvereins dieses Fest zum Immateriellen Kulturerbe der UNESCO erklärt.

Der Kristallschatz des Mittelharzes, Eigenverlag des Bergvereins zu Hüttenrode e.V., 2014, Aufl.: 1000 St., ISBN 978-3-00-046022-7, ist dem reichhaltigen Mineralinventar der Harzer Eisenerzgruben. gewidmet. Hierbei müssen in erster Linie die außergewöhnlichen Calcitstufen der Grube Einheit genannt werden, die in ihrer Qualität internationalen Vergleichen nicht zu scheuen brauchen. Über Siderit, Rhodonit, Ankerit, Sphalerit, Pyrit, Hämatit u. v. a. geht die Betrachtung bis zu Erstbeschreibungen aus dem Revier wie Erytrin und Ranceit. Ein umfangreicher Bildteil vermittelt dem Leser die ästhetische Schönheit der Blumen der Bergwerke.

Harte Arbeit – Derbe Sprüche, Eigenverlag des Bergvereins zu Hüttenrode e.V., 2016, Aufl.: 800 St., ISBN 978-3-00-054647-1
gibt einen Einblick in die Arbeitswelt der Bergleute im Mittelharz. Dort geht es rau zu, denn Diplomatie ist nicht die Stärke der Kumpel. Es entsteht ein pralles, lebensfrohes Bild, geprägt vom kameradschaftlichen Zusammenhalt und gegenseitigen füreinander Einstehens.

Grube Braunesumpf – vergessener Schatz im Harz, Eigenverlag des Bergvereins zu Hüttenrode e.V., 2020, Aufl.: 1000 St.,
ISBN 978-3-00-065901-0. ist der vorläufige Höhepunkt der Hüttenröder Edition. Einerseits wegen des abweichenden Großformates, zum anderen als Ergänzung der fehlenden Grube Braunesumpf in einer Reihe von Bildbänden über die Gruben Büchenberg und Einheit. Ohne Übertreibung kann dieser Band als Kompendium über die Lagerstätte aufgefasst werden. In opulenter Ausstattung wird die tausendjährige Gewinnung des Eisenerzes hier mit anschließender Förderung und Verhüttung in Calbe/Saale dargestellt. Ein Exkurs in den geologischen Aufbau der Lagerstätte, in dem zahlreiche neue Erkenntnisse einflossen, sowie ein besonderer Mineralienteil verleihen diesem Band seine Besonderheit. Exkurse zu Thema Klosterwerke und Erzstufenbahn sind Erstveröffentlichungen.

## Autoren
- Pawel, Andreas; Hüttenrode, Schießhauer, ehem. Bürgermeister, Unternehmer, Buchautor, Berghauptmann des Bergvereins zu Hüttenrode e.V. und Herausgeber der Hüttenröder Edition

Mitautoren in den Ausgaben der Hüttenröder Edition
Losse, Günter; Blankenburg, Wettersteiger
Thomaszewski, Lothar; Blankenburg, Steiger
Strutz, Rüdiger; Usedom, Geologe
Wrede, Volker; Krefeld, Geologe
Stöckicht, Günther; Hüttenrode, Lektor u. Mitautor
Kruse, Jens; Elbingerode, Bergmann
Schreiter, Claudia; Hüttenrode, Bergingenieurin
Schreiter, Sven; Hüttenrode, Geologe
Schulze, Wolfgang; Wernigerode, Aufbereitungsingenieur
Mucke, Dieter; Freiberg, Geologe
Fickenwirth, Wolfgang; Blankenburg, ehem. Ärztl. Direktor der Teufelsbad Fachklinik
Kluge, Karin; Blankenburg, Ärztliche Direktorin der Teufelsbad Fachklinik
Rehbein, Christa; Blankenburg, Fachärztin der Teufelsbad Fachklinik
Berge, Hartmut; Machern, Oberfeldapotheker, Standortkommandant Blankenburg
Herz, Rudi; Berlin, Bergmaschineningenieur
Pawel, Martin; Blankenburg, Bergingenieur
Schaarschmidt, Hans; Hüttenrode, Bergingenieur
Kinsky, Christine; Hüttenrode, ehemalige Frau Hauptmann des Hüttenröder Grasedanzes
Thomaszewski, Ingrid; Blankenburg, Illustratorin

## Belege
1. ↑  Ersterwähnung in "Literarischer Vorstoß in die Tiefe" im Generalanzeiger Landkreis Harz v. 9. September 2012
2. ↑  Amtsblatt des Landkreises Harz, August 2013
3. ↑  Harzer Volksstimme, 30. August 2009
4. ↑  Harzer Volksstimme, 3. September 2011
5. ↑  Amtsblatt der Stadt Blankenburg, 28. Dezember 2011
6. ↑  Harzer Volksstimme, 17. Mai 2013
7. ↑  Amtsblatt der Stadt Blankenburg, 25. August 2013
8. ↑  Amtsblatt der Stadt Blankenburg, Januar 2016
9. ↑  Harzer Volksstimme, 3. November 2016
10. ↑  Harzer Volksstimme, 19. September 2020